# Приз Известий 1970
Приз Известий 1970 — міжнародний хокейний турнір у СРСР, проходив 6—13 грудня 1970 року в Москві. У турнірі брали участь національні збірні: СРСР, Польщі, Чехословаччини, Фінляндії та Швеції.

## Результати та таблиця
| 1 | Чехословаччина | ~    | 3:1 | 3:2 | 7:3 | 10:1 | 4 | 4 | 0 | 0 | 23—7  | 8 |
| 2 | СРСР           | 1:3  | ~   | 4:0 | 8:3 | 7:1  | 4 | 3 | 0 | 1 | 20—7  | 6 |
| 3 | Швеція         | 2:3  | 0:4 | ~   | 2:1 | 3:4  | 4 | 1 | 0 | 3 | 7—12  | 2 |
| 4 | Фінляндія      | 3:7  | 3:8 | 1:2 | ~   | 8:3  | 4 | 1 | 0 | 3 | 15—20 | 2 |
| 5 | Польща         | 1:10 | 1:7 | 4:3 | 3:8 | ~    | 4 | 1 | 0 | 3 | 9—28  | 2 |

М — підсумкове місце, І - матчі, В — перемоги, Н — нічиї, П — поразки, Ш — закинуті та пропущені шайби, О — очки

## Найкращі гравці турніру
- Найкращий воротар —  Анджей Ткач
- Найкращий захисник —  Франтішек Поспішил
- Найкращий нападник —  Володимир Вікулов

## Найкращий бомбардир
- Володимир Вікулов 6 очок (4+2)

## Склад переможців
| Чехословаччина |
| Воротарі: Їржі Голечек, Марцел Сакач. Захисники: Ян Сухий, Франтішек Поспішил, Олдржих Махач, Владімір Беднарж, Йозеф Хорешовський, Франтішек Панхартек, Рудольф Тайцнар, Мілан Кужела. Нападники: Йозеф Палечек, Бедржих Брунцлик, Їржі Голик, Едуард Новак, Ріхард Фарда, Йозеф Черний, Владімір Мартінець, Іван Глінка, Богуслав Штястний, Петер Опачитий, Ян Клапач, Вацлав Маржик. Тренери: Владімір Костка, Ярослав Пітнер. |